# راجر فرناندس
راجر فرناندس (انگلیسی: Roger Fernandes؛ زادهٔ ۲۱ نوامبر ۲۰۰۵) بازیکن فوتبال است.

## زندگی شخصی
فرناندس در گینه بیسائو متولد شد و در سنین کودکی به پرتغال مهاجرت کرد.